# Matt Hedges
Matt Hedges, né le 1er avril 1990 à Rochester dans l'État de New York, est un joueur international américain de soccer. Il évolue au poste de défenseur central à l'Austin FC en MLS.

## Biographie
Après une carrière honorable en NCAA, Hedges est repêché en onzième position lors de la MLS SuperDraft 2012 par le FC Dallas.
Le 19 décembre 2022, il s'engage en faveur du Toronto FC. Quelques mois plus tard, le 26 juillet 2023, il quitte l'Ontario pour l'Austin FC avec qui il signe un nouveau contrat jusqu'au terme de la saison 2024 tandis que le Toronto FC récupère 375 000 dollars en allocation monétaire garantie.